# Patrick Allotey
Patrick Allotey (* 13. September oder 13. Dezember 1978 in Accra; † 27. Juni 2007 ebenda) war ein ghanaischer Fußballspieler.
Allotey wurde 1995 in Ecuador mit der Mannschaft Ghanas U-17-Weltmeister. Dabei fiel er europäischen Scouts auf. 1996 wechselte er zu Feyenoord Rotterdam. Hier spielte er in seinem ersten Profijahr jedoch nur zwei Mal in der ersten Mannschaft und wurde in der folgenden Saison zum Feyenoordschen unterklassigen Farmteam Excelsior Rotterdam verliehen. Auch dort machte er nur sieben Spiele. Zur folgenden Saison wechselte er wieder zu Feyenoord und blieb bis 2001 beim Verein, machte jedoch nur noch drei Ligaspiele.
Am 27. Juni 2007 starb Allotey in Accra. Die Todesursache ist Herzversagen.